# Langues amérindes

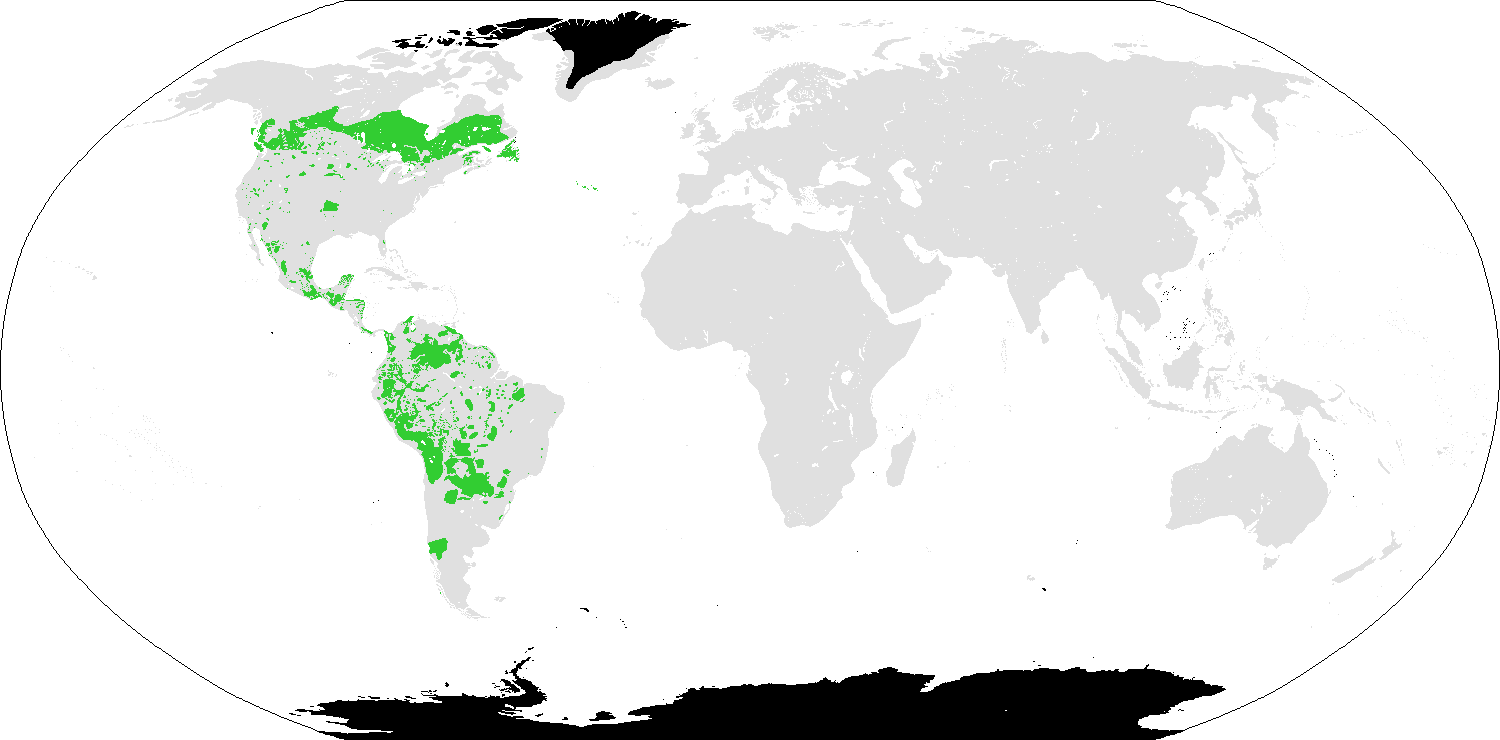
Répartition des langues amérindes dans le monde.

Les langues amérindes forment une famille de langues hypothétique, proposée en 1987 par Joseph Greenberg dans son livre Language in the Americas. Elle regrouperait l'ensemble des langues amérindiennes autres que les langues eskimo-aléoutes et les langues na-dené. Leur aire de répartition s'étend du Canada à l'Amérique du Sud.
Le regroupement de ces langues en une seule et même « super-famille » se justifie notamment, aux yeux de Greenberg, par le système pronominal na/ma (« moi/toi ») qui semble commun à toutes ces langues ou en tout cas à la plupart d'entre elles et ne pourrait s'expliquer que par une origine commune. Même si l'explication de Greenberg n'est pour l'heure pas reconnue par l'ensemble de la communauté scientifique, il faut admettre que les autres explications avancées sur ces caractères communs effectivement observés (notamment les causes psychologiques, qui inciteraient à utiliser tels phonèmes lorsque le locuteur évoque telle personne plus ou moins proche dans le degré de parenté ou la situation relative du locuteur) sont encore moins convaincantes[réf. nécessaire]. L'idée de Meillet selon laquelle les pronoms se ressemblent partout sur terre, est elle aussi à rejeter[pourquoi ?].
Il faut noter en outre que le célèbre linguiste Alfredo Trombetti (en), dès 1905, avait déjà noté l'existence d'un tel système pronominal commun à la plupart des langues amérindiennes, après avoir mis en évidence celui propre à l'eurasiatique (m-/t-) que l'on retrouve notamment dans presque toutes les langues eskimo-aléoutes et indo-européennes. Dans une lettre à l'un de ses collègues, il reconnaît que même si, au premier abord, l'idée d'une origine commune de ces langues amérindiennes est dérangeante, tout rejet par conservatisme de cette idée ne serait en fin de compte qu'une « dérobade » intellectuelle.
L'hypothèse amérinde est en particulier rejetée avec vigueur par la grande majorité des américanistes. Merritt Ruhlen, partisan convaincu des thèses de Greenberg, y voit la volonté de ces derniers de conserver leur pré carré et leur reproche leur manque de curiosité en dehors de leur strict champ de connaissance et de leur discipline. Dans sa défense de l'ouvrage de Greenberg, il reproche également aux américanistes de poser comme exigence préalable à toute reconnaissance d'une famille ou d'une super-famille, la reconstruction d'une proto-langue, (que l'on pourrait nommer ici le proto-amérinde), alors même que des familles comme l'indo-européen sont depuis longtemps reconnues par tous, sans qu'il ait été nécessaire de passer par cette étape de la reconstruction.